# جاك ويلسون (لاعب كرة قدم أمريكية)
جاك ويلسون (بالإنجليزية: Jack Wilson) هو لاعب كرة قدم أمريكية أمريكي، ولد في 20 نوفمبر 1917 في باريس في الولايات المتحدة، وتوفي في 11 أبريل 2001.